# كريستال تشاو
كريستال تشاو (بالصينية: 周澄) هي صحفية صينية، ولدت في 13 سبتمبر 1986.